# Robbert Welagen
Robbert Welagen (Dordrecht, 18 februari 1981) is een Nederlands schrijver.
In een interview met HP/De Tijd uit 2011 werden zijn boeken beschreven als 'dromerig en verstild, mysterieus, met een vleug melancholie en eenzaamheid (...) Een paar andere vertrouwde ingrediënten: een einzelgänger als hoofdpersoon, een raadsel, een verlaten villa en een centrale rol voor tijd en herinneringen.'

## Levensloop
Welagen volgde de kunstacademie in Den Bosch en studeerde kunstgeschiedenis in Utrecht. Zijn debuut Lipari (2006) werd bekroond met de Selexyz Debuutprijs en stond op de longlist van de Libris Literatuur Prijs. In 2008 verscheen zijn tweede boek Philippes middagen en in datzelfde jaar ontving hij het Charlotte Köhler Stipendium, een prijs voor veelbelovend schrijftalent. In 2009 verscheen Welagens derde roman Verre vrienden die voor de BNG Literatuurprijs werd genomineerd, gevolgd door Porta Romana in 2011. Zijn roman Het verdwijnen van Robbert uit 2013 werd genomineerd voor de Libris Literatuur Prijs 2014. In goede handen, zijn zesde roman, verscheen in 2015. 
Welagen publiceerde verhalen in onder andere Hollands Maandblad en HP/De Tijd. Voor De Groene Amsterdammer schrijft hij over beeldende kunst en interviewde hij Françoise Hardy. 
In augustus 2024 verscheen de autobiografische roman 'Averij' . In deze roman beschrijft Welagen in heel korte hoofdstukjes: de ontdekking, de behandeling en de genezing van lymfeklierkanker, de ziekte waardoor hij in 2021 getroffen werd.

## Prijzen
- Selexyz Debuutprijs 2007 voor Lipari
- Charlotte Köhler Stipendium 2008 voor Lipari en Philippes middagen

## Nominaties
- Longlist Libris Literatuur Prijs 2007 voor Lipari
- BNG Literatuurprijs 2009 voor Verre vrienden
- Halewijnprijs 2013 voor Het verdwijnen van Robbert
- BNG Literatuurpijs 2014 voor Het verdwijnen van Robbert
- Shortlist Libris Literatuur Prijs 2014 voor Het verdwijnen van Robbert
- Longlist Libris Literatuur Prijs 2022 voor Raam, sleutel